# Illnath
Illnath — мелодик-дэт-метал, а до 2012 года мелодик блэк/симфо-блэк-метал-группа из Дании. 

## История
Группа была создана в 1997 году гитаристом и вокалистом Петером Фальком и гитаристом Йокуром Тором Ларсеном и первоначально называлась Flagellation. Под этим же названием была издана первая демозапись Behind the Veil (1999). В 2000 году группа сменила название на Illnath.
В 2001 году участники группы на свои деньги издали мини-альбом Angelic Voices Calling. После этого группа подписала контракт с японским лейблом World Chaos Productions, и дебютный альбом Cast Into Fields of Evil Pleasure был издан на нём. Второй альбом Second Skin of Harlequin тоже должен был выйти там же, но релиз несколько раз переносился, а окончательный тираж оказался ниже ожидаемого. В итоге Illnath разорвали контракт с этим лейблом.
Записанный материал для третьего альбома долгое время не мог увидеть свет и в итоге группу покинул вокалист Нарреншиф, проработавший с группой более 10 лет. В начале 2011 года ему была найдена неожиданная замена в лице вокалистки — Моны Бек, сполна овладевшей техникой гроула и которую называют датской версией Ангелы Госсов. Для давно уже готовых песен были сочинена новая лирика, подписан контракт с лейблом Pitch Black Records, который 18 ноября 2011 года издал долгожданный альбом Third Act in the Theatre of Madness.
В 2012 году участники группы (из первоначального состава остался только гитарист Петер Фальк) решают впредь не использовать партии клавишных ни в записи, ни на выступлениях. В этом  смогли убедиться зрители московского концерта Illnath, прошедшего 4 мая в клубе Plan B, на котором были представлены в том числе и новые песни.
12 марта 2013 года вышел четвёртый альбом, получивший название 4 Shades Of Me и продемонстрировавший отказ группы от прежнего симфо-блэк-метал-звучания в пользу дэт-метала.
В мае группа заявила об уходе Моны. Причиной тому послужили внутренние разногласия между участниками. На замену ей в группу пришла Марика Хюльдмар. 10 октября 2013 года из команды уходит её основатель — Петер Фальк, в связи с чем оставшиеся участники решают прекратить творческую деятельность Illnath.

## Состав

### Последний известный состав
- Peter "Pete" Falk — гитара, клавишные (2000—2013)
- Kenneth Frandsen — бас (2005—2013)
- Dennis Stockmarr — ударные (2011—2013)
- Marika Hyldmar — вокал (2013)

### Бывшие участники
- Jokum Thor Larsen — гитара (1997—2000)
- Tobias Jensen — бас (1998—2005)
- Artur "Tyr" Meinild — клавишные (1998—2008; на концертах 2011 года)
- Simon Thorsback — вокал (2000)
- Bjørn "Narrenschiff" Holter — вокал (2000—2011)
- Benjamin Johannesen — ударные (2001—2002, 2003, 2007)
- Christian Petersen — ударные (1999)
- Rasmus Jakobsen — ударные (2002—2003)
- Lars "Laske" Borup — ударные (2005—2007)
- Danni Lyse Jelsgaard — ударные (2008—2009)
- Larz Munch — клавишные (2009—2010)
- Danny "Zimmer" Svendsen — клавишные (2010—2011)
- Michael Huhle — ударные (2010—2011)
- Mona Beck — вокал (2011—2013)

## Дискография

### Студийные альбомы
- 2003 — Cast Into Fields of Evil Pleasure
- 2006 — Second Skin of Harlequin
- 2011 — Third Act in the Theatre of Madness
- 2013 — 4 Shades Of Me

### Мини-альбомы
- 2001 — Angelic Voices Calling
- 2011 — Lead The Way

### Демо
- 1999 — Behind the Veil (как Flagellation)
- 2000 — Bring Down the Witching Hour
- 2009 — Three Nights In The Sewers Of Sodom